# كجويه
 كجويه  بالفارسية (گچویه) قرية كبيرة عامرة تـتبع بلدة جناح (بالفارسية: بخش جناح ) من توابع مدينة بستك وتقع في محافظة هرمزگان في جنوب غرب إيران. إحدى قرى « اقليم فرامرزان» العامرة.

## حدود قرية كجويه
حدود قرية كجويه: من الشمال نهر مهران، ومن الجنوب «جبل گچویه» و«جبل داربست»، من الغرب قرية كمشك ومن الشرق تنتهي بقرية داربست.

## السكان
يبلغ عدد سكان هذه القرية حسب تعداد السكان لعام 2006 للميلاد، (891) نسمة تشكل (174) عائلة، من أهل السنة والجماعة وعلى المذهب الشافعي. يتكلمون الفارسية باللهجة المحلية. وکجويه قرية عامرة، بها المرافق العامة كشبكة المياه والكهرباء والهاتف والبريد، وكذلك بها المؤسسات الحكومية كالمدارس، والبنوك وإلى آخره. بها ثلاثة مساجد، وعدد كبير من البرك لحفظ مياه الأمطار، كذلك بها حلقة من الأفلاج القديمة، وحوالي 5000 نخلة مثمرة، وأراضي شاسعة لزراعة القمح والشعير، وبعض الآبار الارتوازية القديمة.

## أعلام
- عبد الرحمن فرامرزي

## وصلات خارجية
- التقسيمات الادارية لمحافظة هرمزگان